# Lomma sparbank
Lomma sparbank var en sparbank i Lomma.
Banken stiftades den 20 november 1882 och kunde inleda sin verksamhet i Lomma socken den 13 januari 1883. Från början var kontoret öppet varje helgfri lördag.
Bankens första byggnad uppfördes 1882 och användes för bankverksamhet fram till 1927. Byggnaden revs 1957.
1942 uppgick verksamheten i (Gamla) Sparbanken i Lund. Gamla sparbanken gick samman med Nya sparbanken 1962, och uppgick sedermera i Lundabygdens Sparbank, Sparbanken Finn och Sparbanken Öresund. När Swedbank köpte Sparbanken Öresund 2014 såldes huvuddelen av de kontor som tidigare tillhört Sparbanken Finn till Sparbanken Skåne, undantaget kontoren i Lomma och Malmö som istället skulle gå upp i Swedbank.

## Källhänvisningar
1. ↑  Sparbankerna i Sverige år 1883. Arkiverad 17 oktober 2014 hämtat från the Wayback Machine. Statistisk tidskrift, utgifven af Kungl. Statistiska Centralbyrån. 1885.
2. ↑  Lomma-aktuellt, Nr. 4, december 2013 Arkiverad 11 oktober 2014 hämtat från the Wayback Machine.